# 펠론
펠론(Felon)은 미국에서 제작된 릭 로먼 워 감독의 2008년 범죄, 드라마 영화이다. 발 킬머 등이 주연으로 출연하였고 터커 툴리 등이 제작에 참여하였다.

## 출연

### 주연
- 발 킬머
- 스티븐 도프

### 조연
- 해롤드 페리뉴
- 샘 쉐퍼드
- 마리솔 니콜스
- 앤 아처
- 닉 친런드

## 제작진
- 배역: 낸시 네이어